# Svartlori
Svartlori (Chalcopsitta atra) är en fågel i familjen östpapegojor inom ordningen papegojfåglar.

## Utseende och läte
Svartlorin är en rätt stor lori med medellång rundad stjärt. Fjäderdräkten är övervägande svart, med rödaktig stjärtrot och gul undersida av stjärten. I vissa områden är den även rödaktig i ansiktet, på "låren" och på vingundersidans främre del. I dåligt ljus liknar arten mörk lori och gulstreckad lori, men svartlorin ser mer storhövdad ut, har svart näbb och flykten är annorlunda. Bland lätena hörs högljudda och gnissliga "kwik kwik!" och andra ljud som liknats vid ett rostigt gångjärn.

## Utbredning och systematik
Svartlori delas in i tre underarter:
- C. a. bernsteini – förekommer på Misool (utanför Västpapua)
- C. a. atra – förekommer i Västpapua (västra Vogelkophalvön) samt öarna Batanta och Salawati
- C. a. insignis – förekommer i Västpapua (östra Vogelkop och Oninhalvön) samt Amberpon

## Status
Arten har ett stort utbredningsområde och beståndet anses stabilt. Internationella naturvårdsunionen IUCN listar den därför som livskraftig (LC).

## Bilder

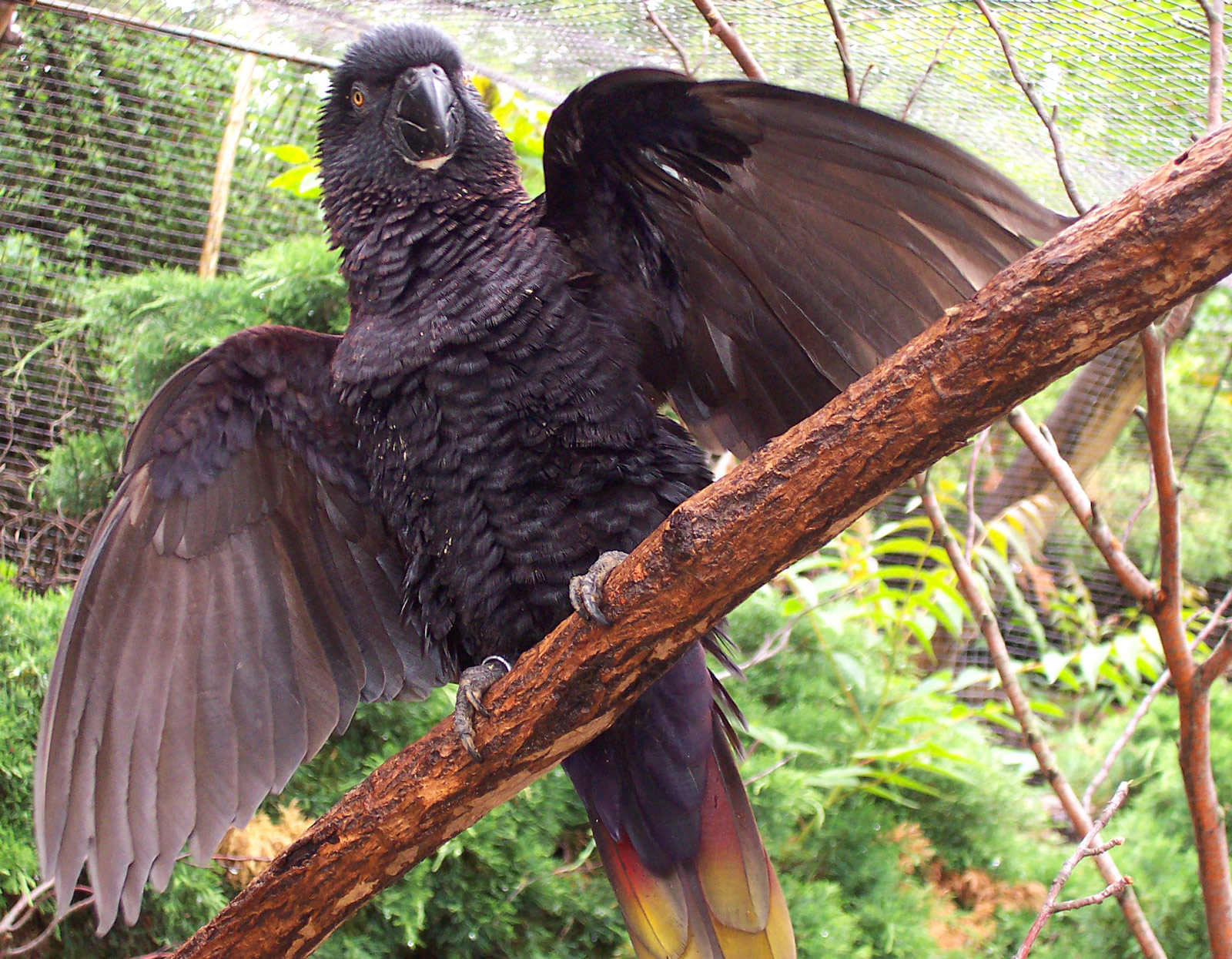
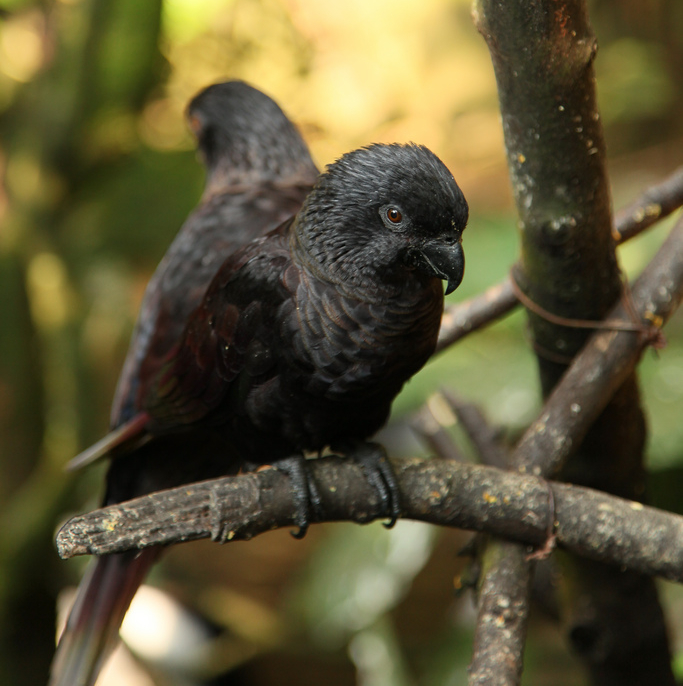
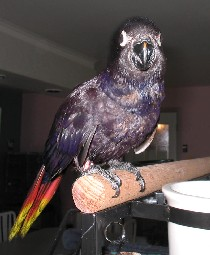
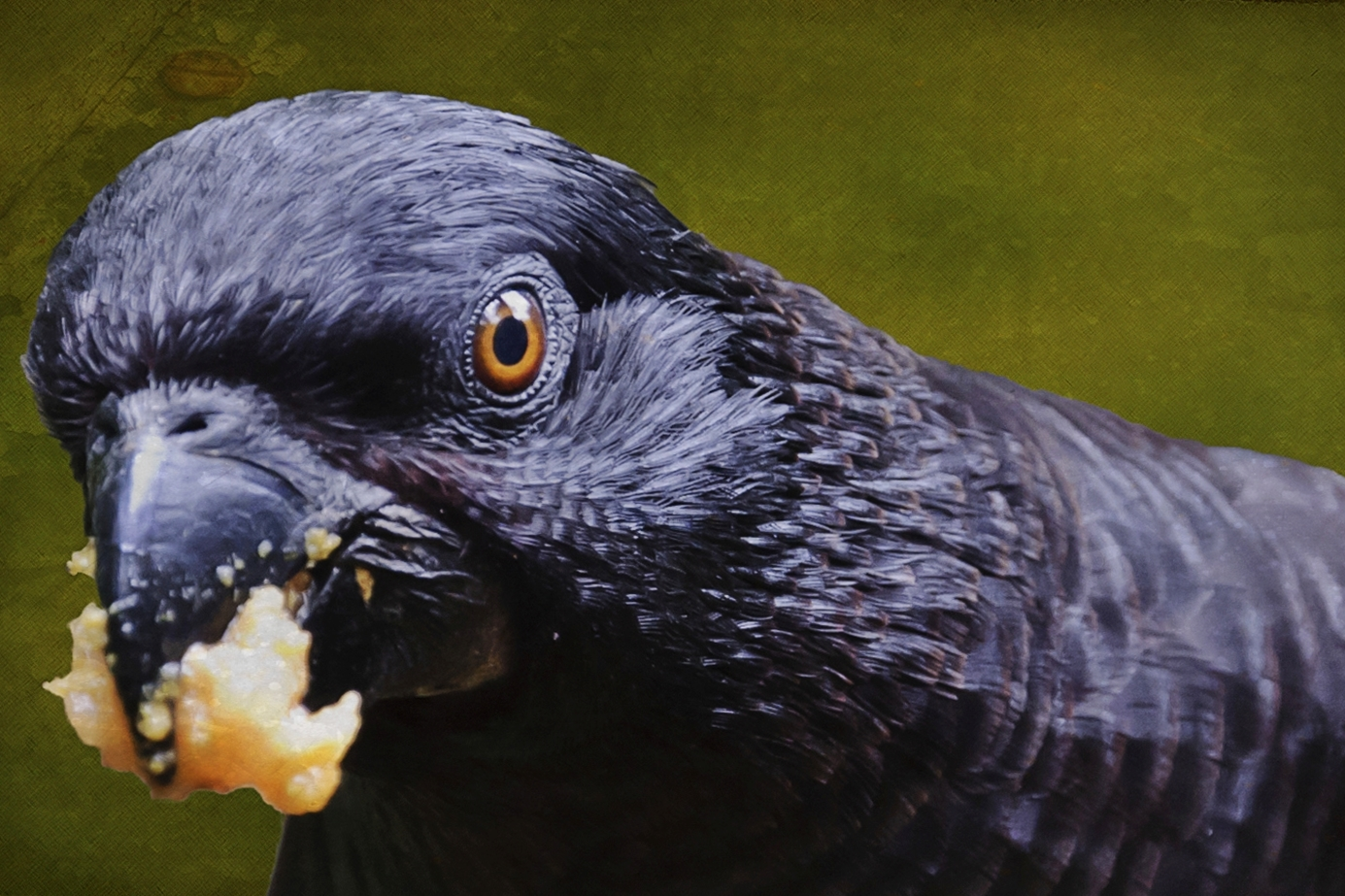